# Berzelianite
La berzelianite, nota anche come seleniorame, selenocuprite o berzelina (simbolo IMA: Brz), è un minerale relativamente raro della classe dei minerali "solfuri e solfosali" con la formula chimica idealizzata Cu2Se. La berzelianite è quindi chimicamente un seleniuro di rame(I), che è strutturalmente correlato ai solfuri. La berzelianite ha sempre bassi contenuti di zolfo e quindi possiede un deficit di selenio: ciò porta alla formula chimica Cu2–xSe.

## Etimologia e storia
Lo scopritore della berzelianite è considerato l'ingegnere minerario Eric Thomas Svedenstierna, che trovò il minerale a Skrikerum e lo consegnò al chimico svedese Jöns Jacob Berzelius per l'analisi. Lo analizzò già nel 1818 e lo chiamò selenbunden koppar per via dei principali componenti, selenio e rame. La prima descrizione fu fatta nel 1824 dal mineralogista francese François Sulpice Beudant come séleniure de cuivre; in seguito (1832) Beudant chiamò il minerale berzelina in onore di Berzelius. Per evitare confusione con una varietà bianca di haüyne chiamata anch'essa berzelina da Louis Albert Necker de Saussiere nel 1831, James Dwight Dana cambiò questo nome in berzelianite, che è ancora valido oggi, nel 1850. La berzelianite non deve essere confusa con il minerale arseniato berzeliite.

## Classificazione
Già nell'obsoleta, ma ancora in uso, 8ª edizione della sistematica minerale secondo Strunz, la berzelianite apparteneva alla classe minerale dei "solfuri e solfosali" e quindi alla sottoclasse dei "solfuri, seleniuri e tellururi con rapporto metallo: S, Se, Te > 1:1", dove formava il sistema n II/B.03 insieme ad athabascaite, bellidoite, crookesite, sabatierite e umangite.
La 9ª edizione della sistematica minerale di Strunz, valida dal 2001 e utilizzata dall'Associazione Mineralogica Internazionale (IMA), classifica la berzelianite nella categoria 2. Solfuri e solfosali" e da lì nella sottoclasse "2.B Solfuri metallici, M: S > 1: 1 (principalmente 2: 1)"; questa è ulteriormente suddivisa in base ai metalli predominanti nel composto, in modo che il minerale possa essere trovato nella suddivisione "2.BA Con Cu, Ag, Au" in base alla sua composizione, dove è l'unico membro a formare il gruppo senza nome nº 2.BA.15a.
Anche la classificazione dei minerali secondo Dana, utilizzata principalmente nel mondo anglosassone, classifica la berzelianite nella classe dei "solfuri e solfosali" e lì nella sottoclasse dei "minerali solfuro". Qui è l'unico membro del gruppo senza nome nº 02.04.10 all'interno della suddivisione "Solfuri – inclusi seleniuri e tellururi – con la composizione AmBnXp, con (m+n):p=2:1".

## Abito cristallino
La berzelianite cristallizza nel sistema cubico nel gruppo spaziale Fm3m (gruppo nº 225) con il parametro del reticolo a = 5,694 Å e quattro unità di formula per cella unitaria.
È noto dal 1975 che, oltre alla berzelianite, esiste una forma tetragonale ad alta temperatura di Cu2Se, che viene indicata come bellidoite, β-Cu2Se. Il gruppo spaziale di questa forma a bassa temperatura è P42/n (gruppo nº 86) e i parametri del reticolo sono a = 11,52 Å, c = 11,74 Å con 32 unità di formula per unità di cella.
La berzelianite ha un reticolo cubico a facce centrate con un impacchettamento cubicamente più denso di atomi di selenio, con gli atomi di rame che si trovano in posizioni tetragonali e trigonali.

## Proprietà

### Morfologia
La berzelianite non si trova mai in cristalli distinti, ma solo sotto forma di sottili croste dendritiche di grande complessità (paragonabili alla pirolusite), in masse a grana fine di minuscoli cristalli e finemente distribuite come inclusioni polverose (pigmento) in calcite. Nei sottodepositi del distretto ceco di Rožna-Olší sono stati trovati accumuli di berzelianite spessi fino a 50 cm. Le adesioni di myrmekite con crookesite sono molto diffuse. In Schlema-Alberoda, la berzelianite forma aggregati grossolanamente massicci o più raramente radiali in aderenze radiali o myrmekitiche con eucairite o umangite. In questi aggregati, viene sostituito dalla clausthalite. Lamelle isolate di segregazione di naumannite possono essere trovate nella berzelianite.

### Proprietà fisiche e chimiche
Gli aggregati della berzelianite sono bianco-argentei (dal bianco al blu-verdastro o all'azzurro), ma come molti seleniuri, si appannano caratteristicamente. Molto tipica è la decolorazione verso il color bronzo, grigio, grigio-blu fino al nero. Dopo un po' di tempo, sulla superficie del minerale si forma una polvere da marrone a nera, che è attribuita all'influenza dell'aria umida/contenente anidride solforosa (SO2). Lo striscio della berzelianite è descritto come "lucido". Con una durezza Mohs pari a 2, la berzelianite è uno dei minerali morbidi che come il gesso, minerale di riferimento, può essere graffiato con un'unghia.
In luce riflessa, la berzelianite è grigio-blu-bianca con un rapido cambiamento di colore in blu indaco dopo il taglio e mostra una riflettività moderatamente elevata (in aria). Nell'olio, la riflettività è notevolmente ridotta e la tonalità del blu diventa molto più forte. Rispetto alla clausthalite, la berzelianite – nell'aria e nell'olio – è molto più scura; rispetto alla tiemannite è molto più chiara. Il pleocroismo a riflessione è assente. La berzelianite non è radioattiva, ma è spesso accompagnata da minerali radioattivi.
La berzelianite è solubile in acido nitrico concentrato. Davanti al cannello a soffiatura su carbone può sciogliersi in una sfera di metallo grigio con sviluppo di vapori di selenio (odore di ravanello marcio). Con grani di rame sodico, nel cannello aperto si forma un sublimato rosso di selenio e cristalli bianchi di diossido di selenio (SeO2).

## Modificazioni e varietà
Il composto Cu2Se è dimorfico e si presenta in natura come bellidoite che cristallizza tetragonalmente in aggiunta alla berzelianite, che cristallizza cubicamente. Altri seleniuri di rame, oltre a questi minerali. sono l'umangite (Cu3Se2), e l'athabascaite (Cu5Se4). Esiste una serie completa di cristalli misti tra la modificazione cubica ad alta temperatura della digenite e la berzelianite. La berzelianite ha sempre bassi contenuti di zolfo e quindi un deficit di selenio (Cu2–xSe con x ≈ 0,12). Il Cu2Se stechiometrico diventa cubico solo a 140 °C.

## Origine e giacitura
La berzelianite si trova principalmente nelle vene idrotermali di selenio nelle rocce carbonatiche, nelle vene di calcite nel serpentino, nei depositi di oro-quarzo-ortoclasio e nei minerali di ferro idrotermali a bassa temperatura. I minerali di accompagnamento includono altri seleniuri come aguilarite, athabascaite, clausthalite, crookesite, eucairite, klockmannite, schlemaite, tiemannite e umangite, minerali di argento-oro come stromeyerite, polibasite, pearceite e oro, minerali di uranio come uraninite (pechblenda), coffinite e brannerite, nonché pirite, marcasite e calcite. Localmente, nella paragenesi si trovano anche minerali secondari contenenti selenio come selenite, calcomenite e ahlfeldite.
Essendo una rara formazione mineraria, la berzelianite è stata rilevata solo in pochi siti, circa 70. La località tipo è considerata il giacimento di Cu-Ag-Pb-Se "Skrikerum" vicino a Valdemarsvik (Contea di Östergötland, in Svezia). Un altro sito svedese è il giacimento di rame di Glava (Yttre Rud Mines) vicino a Glava (comune di Arvika, contea di Värmland).
Siti importanti in Germania sono le miniere di "St. Lorenz" e "Charlotte" sul Burgstätter Gangzug (vicino a Clausthal-Zellerfeld), "Weintraube" vicino a Lerbach, "Brummerjahn" vicino a Zorge, "Roter Bär" vicino a Sankt Andreasberg (tutte in Bassa Sassonia), così come l'Eskaborner Stollen vicino a Tilkerode e la cava di grovacca di Rieder vicino a Gernrode (entrambe in Sassonia-Anhalt), infine tutte nelle montagne dell'Harz. Altri siti tedeschi sono il distretto di Wölsendorf Ost nell'area mineraria della fluorite di Wölsendorf, nell'Alto Palatinato, e la miniera di "Christa" vicino a Großschloppen nel Fichtelgebirge, entrambi in Franconia, Baviera, e il deposito di uranio di Müllenbach vicino a Baden-Baden, Foresta Nera nel Baden-Württemberg. Dal distretto del deposito di Niederschlema-Alberoda vicino a Hartenstein (in Sassonia) con altri seleniuri di rame dalle vene "Ruhmvoll", pozzo 366, e "Tevere", pozzo 371, così come "Borna III", "Karin", "Ilsede", "Monika", "Bolzano" e altri.
L'unico sito noto in Austria è un deposito di seleniuro sull'Eselberg vicino Altenberg an der Rax in Stiria. In Svizzera la berzelianite è stata rinvenuta a Weierfeld, nel distretto di Rheinfelden nel Canton Argovia; nella Repubblica ceca (in Moravia) dalla mineralizzazione del selenio nelle vene di uraninite-calcite, ad esempio dalle miniere di "Habrí", "Bukov" e "Rožná I" vicino a Žďár nad Sázavou e dai giacimenti di uranio vicino a Nové Město na Moravě come Petrovice vicino a Žďár u Blanska, Škrdlovice e Slavkovice; Tišnovská Nová Ves, Zálesí, regione di Olomouc. Dal giacimento di uranio di Předbořice (Kovářov) vicino a Krásná Hora nad Vltavou in Boemia.
In Canada dai depositi di uranio "Pinky Fault", nel Lago Athabasca ("Martin Lake Mine" e "Eagle Claims", entrambi nell'Area Beaverlodge, tutti nel Saskatchewan. Negli Stati Uniti, dal "Chihuahua stope" nella "Vena di Durant", nella Contea di Mineral e il "Gold Circle District" (Midas District) (Contea di Elko in Nevada), e il "Cannon Mine" a Wenatchee (Contea di Chelan, Stato di Washington). In Messico, tra gli altri, la berzelianite è stata rinvenuta nella "Mina Ojuela" (Stato di Durango). Dalla "Elefante Prospect" vicino al giacimento di Au-Pd-Pt "Serra Pelada" (Curionópolis, Brasile). Dalla "Miniera di El Dragón", provincia di Antonio Quijarro (Dipartimento di Potosí in Bolivia), con microcristalli di calcenite blu neon con una sottile crosta di ahlfeldite verde lime pallido. Dal giacimento di "Mina Tumiñico", "Mina Las Asperezas" e "El Tolar", tutta la Sierra de Cacho, provincia di La Rioja, e da una vena ricca di selenio a Cerro de Cacheuta nell'omonima Sierra (Mendoza, Argentina).
Dalla "Great Boulder Mine" (Kalgoorlie) e le Copper Hills, regione orientale di Pilbara, entrambe nell'Australia Occidentale, e a El Sharana, Territorio del Nord (Australia). Inoltre, dalla miniera di Lebong Donok, prefettura di Rejang Lebong, provincia di Bengkulu (Sumatra in Indonesia). Il deposito d'oro di La'erma, Luqu (provincia del Gansu), il deposito di selenio di Yutangba, (provincia di Hubei), il deposito di rame di Tongchang, (provincia di Jiangxi) e il deposito di Ag-Cu Luchang-Datongchang (provincia del Sichuan), tutti in Cina.

## Utilizzi
La berzelianite è composta per circa il 62% da rame e per circa il 38% da selenio, ma è tecnicamente insignificante a causa della sua rarità come materia prima per questi elementi. Tuttavia, la berzelianite appartiene ai minerali di selenio che sono stati estratti e fusi selettivamente nel distretto di giacimento di Niederschlema-Alberoda in Sassonia tra il 1961 e il 1965.